# هاري هووبر
هاري هووبر (بالإنجليزية: Harry Hooper) هو لاعب كرة قاعدة أمريكي، ولد في 24 أغسطس 1887 في مقاطعة سانتا كلارا في الولايات المتحدة، وتوفي في 18 ديسمبر 1974 في سانتا كروز في الولايات المتحدة.

## وصلات خارجية
- هاري هووبر على موقعبيزبول رفرنس.كوم (الدوري الرئيسي) (الإنجليزية)
- هاري هووبر على موقعبيزبول رفرنس.كوم (الدوري الثانوي) (الإنجليزية)
- هاري هووبر على موقع مشجعي الرسوم البيانية (الإنجليزية)
- هاري هووبر على موقع قاعة مشاهير كرة القاعدة (الإنجليزية)
- هاري هووبر على موقع IMDb (الإنجليزية)
- هاري هووبر على موقع إن إن دي بي (الإنجليزية)